# Piaseczno (powiat choszczeński)
Piaseczno (do 1945 niem. Pätznickerie) – niezamieszkana osada leśna w Polsce położona w województwie zachodniopomorskim, w powiecie choszczeńskim, w gminie Bierzwnik. W latach 1975–1998 miejscowość administracyjnie należała do województwa gorzowskiego. Miejscowość wchodzi w skład sołectwa Wygon. Najbardziej na wschód położona miejscowość gminy. 
Gajówka leży ok. 5 km na północny wschód od Wygona, ok. 1 km na północny wschód od jeziora Piaseczno.